# Almost Here
Az Almost Here egy pop-ballada stílusú dal, melyet Brian McFadden, Paul Barry és Mark Taylor írtak. Delta Goodrem második nagylemezén és Brian McFadden bemutatkozó Irish Son albumán is megtalálható.
A dal az ausztrál ARIA kislemez eladási lista első helyén debütált, és nyolc hétig tartózkodott a Top 10-ben. Dániában is a Top 3-ban nyitott, és 12 hétig volt megtalálható a Top 10-ben. Az Egyesült Királyságban szintén a Top 3-ban szerepelt, és Írországban is sikerült megszereznie az első helyet a zenei listákon.

## Diszkográfiája
Ausztrál CD kislemez
- Almost Here
- Hollow No More
- Turn You Away
- Almost Here (videóklip)

Brit CD kislemez 1
- Almost Here
- Hollow No More (duett verzió)

Brit CD kislemez 2
- Almost Here
- Irish Son
- Real to Me
- Almost Here (videóklip)

## Helyezések a kislemezeladási listákon
| Lista (2005)                   | Helyezés |
| ------------------------------ | -------- |
| Ausztrália, ARIA kislemezlista | 1        |
| Ír kislemezlista               | 1        |
| Dán kislemezlista              | 2        |
| Brit kislemezlista             | 3        |
| Európa Hot 100 Singles         | 12       |
| Svéd kislemezlista             | 29       |
| Német kislemezlista            | 32       |
| Svájci kislemezlista           | 36       |

## Fordítás
- Ez a szócikk részben vagy egészben  az   Almost_Here_(song) című angol Wikipédia-szócikk fordításán alapul.  Az eredeti cikk szerkesztőit annak laptörténete sorolja fel. Ez a jelzés csupán a megfogalmazás eredetét és a szerzői jogokat jelzi, nem szolgál a cikkben szereplő információk forrásmegjelöléseként.